# فيسنتي روكافويرتي
فيسنتي روكافويرتي إي بيخارانو (1 مايو 1783 - 16 مايو 1847) كان شخصية مؤثرة في السياسة الإكوادورية، ورئيس الإكوادور من 10 سبتمبر 1834 إلى 31 يناير 1839.

## نشأته
ولد في عائلة أرستقراطية في غواياكيل في الإكوادور. وعندما كان شابا أرسل إلى مدريد لإكمال تعليمه. وعاد إلى الإكوادور في عام 1807، وكرس نفسه لتحرير أرضه، أولاً من الحكم الإسباني، ثم من جمهورية كولومبيا الكبرى لاحقًا.

## حياته السياسية
وبعد استقلال الإكوادور، تم انتخاب روكافويرتي عضوًا في المؤتمر الوطني نائبا عن مقاطعة بيتشينشا. وقاد المعارضة للرئيس خوان خوسيه فلوريس، الذي نفاه إلى بيرو.
وعاد روكافويرتي، وفي 20 سبتمبر 1833 أصبح حاكمًا لمقاطعة غاياس. وثار ضد فلوريس، لكنه هُزم وسُجن. وبسبب الاحترام الذي حظي به من قبل العديد من أنصاره، تفاوض روكافويرتي على تسوية مع فلوريس، وتم إطلاق سراحه من السجن. وسمحت التسوية لفلوريس بإنهاء فترة ولايته في منصبه، ووعد بأن يصبح روكافويرتي رئيسًا بعد ذلك، على أن يتولى فلوريس قيادة الجيش.

## رئاسته
وخلال فترة رئاسته، أصدر روكافويرتي دستورًا جديدًا في عام 1835، وأعطى حماية أكبر للأمريكيين الأصليين في الإكوادور.
وفي عام 1839، بعد أن ترك روكافويرتي منصبه، تم انتخاب فلوريس رئيسًا مرة أخرى، ولم تكن هناك خلافات بين الرجلين لبعض الوقت. ومع ذلك وبعد المخالفات الانتخابية في عام 1843، ألغى فلوريس دستور عام 1835 وأقر دستورًا جديدًا، أطلق عليه روكافويرتي "ميثاق العبودية". وعندما تولى فلوريس فترة ولاية ثالثة كرئيس في عام 1843، غادر روكافويرتي الإكوادور احتجاجًا. وبعد تمرد قصير، أطاح روكافويرتي وفيسنتي رامون روكا بفلوريس في 6 مارس 1845، وأصبح روكا رئيسًا للإكوادور في وقت لاحق من ذلك العام.

## وفاته
وأصبخ رئيسًا لمجلس الشيوخ عام 1846. وفي عهد رئاسة فيسينتي رامون روكا تم تعيين روكافويرتي ممثلًا خاصًا لمختلف دول أمريكا الجنوبية. وتوفي في 16 مايو 1847.